# روي كوستا
روي مانويل سيزار كوستا (بالبرتغالية: Rui Manuel César Costa‏)، والمعروف بروي كوستا، من مواليد 29 مارس 1972 في لشبونة بالبرتغال. يعد أحد اللاعبين الجيل الذهبي للبرتغال بقيادة لويس فيغو.
بدأ روي كوستا مسيرته في كرة القدم مع نادي بنفيكا وأعير إلى نادي أدي فاتي في موسم 1991/1990 ولعب له 38 مباراة وسجل فيها 6 أهداف. عاد بعدها روي كوستا إلى نادي بنفيكا في عام 1991، ولعب له 107 مباريات وسجل فيها 18 هدف، وفي عام 1994 انضم روي كوستا إلى فيورنتينا الإيطالي، وشكل مع المهاجم غابرييل باتيستوتا ثنائيا خطيرا، وفاز معه بكأس إيطاليا في موسم 1996/1995، وقد اختير كأفضل لاعب يحمل الرقم 10 في الدوري الإيطالي، وبالرغم من أن العديد من الأندية كانت مهتمة بضم روي كوستا إليها، فهو لم يترك النادي إلا عندما هبط إلى الدرجة الثانية بسبب بعض المشاكل المادية.
في عام 2001 انضم إلى نادي إيه سي ميلان بمبلغ وقدره 35 مليون يورو، وهو أغلى لاعب يشتريه نادي إيه سي ميلان في تاريخه. لعب روي كوستا مع إيه سي ميلان خمسه مواسم، فاز فيها بكل الألقاب الإيطالية مثل الدوري الإيطالي وكأس إيطاليا وكأس السوبر الإيطالي وفاز ببطولة دوري أبطال أوروبا وكأس السوبر الأوروبية، وفي 25 مايو 2006 قرر روي كوستا العودة إلى نادي بنفيكا البرتغالي وقد لعب معهم لمدة موسمين ثم قرر اعتزال كرة القدم والان هو يشغل المدير الرياضي لدى نادي بنفيكا البرتغالي.
لعب روي كوستا لمنتخب البرتغال لكرة القدم 94 مباراة دولية وسجل فيها 26 هدفا، واعتزل اللعب دوليا بعد كأس أمم أوروبا 2004 والتي أقيمت في البرتغال، وحصل فيها منتخب البرتغال لكرة القدم على المركز الثاني ، ويعد المركز الاساسي لي اللاعب الذهبي للبرتغال ري كوستا مركز 8 في والوسط ومميز بتمريراته الذهبيه في صنع الاهداف

## مسيرته الكروية
لعب روي كوستا خلال مسيرته الاحترافية مع 4 أندية في ثمانية عشر موسمًا وسجل خلالها 67 هدفًا ضمن 479 مباراة. حيث فاز في أربعة مواسم بالكأس وفي موسمين بالدوري.
خاض روي كوستا مسيرته مع AD Fafe ‏ في موسم 1990–91 لمدة موسم واحد، مشاركًا في 19 مباراة سجل خلالها 7 أهداف. ثم انتقل إلى نادي بنفيكا في موسم 1991–92 في المرة الأولى واستمر معه طيلة ثلاثة مواسم ثم في موسم 2006–07 ولمدة موسمين، حيث شارك طوالها في 121 مباراة سجل خلالها 18 هدفًا. لينتقل بعدها إلى نادي فيورنتينا في موسم 1994–95 ليلعب معه سبعة مواسم، مشاركًا في 215 مباراة سجل خلالها 38 هدفًا. ثم انتقل إلى نادي إيه سي ميلان في موسم 2001–02 ليلعب معه خمسة مواسم، مشاركًا في 124 مباراة سجل خلالها 4 أهداف.

## روابط خارجية
- روي كوستا على موقع الاتحاد الدولي (مؤرشف)  (الإنجليزية)
- روي كوستا على موقع الاتحاد الأوربي (الإنجليزية)
- روي كوستا على موقع قاعدة بيانات كرة القدم.إي يو (الإنجليزية)
- روي كوستا على موقع بيانات كرة القدم. دي إي (الألمانية)
- روي كوستا على موقع ليكيب (الفرنسية)
- روي كوستا على موقع ناشيونال فوتبول تيمز (الإنجليزية)
- روي كوستا على موقع Soccerbase.com (لاعب) (الإنجليزية)
- روي كوستا على موقع Soccerway.com (الإنجليزية)
- روي كوستا على موقع كووورة